# Sib Hashian
Sib Hashian, född 17 augusti 1949 i Boston, Massachusetts, död 22 mars 2017 till havs utanför Nassau, Bahamas, var en amerikansk trumslagare som var en av originalmedlemmarna i musikgruppen Boston.
Hashian var god vän med sångaren Brad Delp och bjöds in som medlem då han och gitarristen Tom Scholz bildade Boston 1975. Han ersatte på anmodan av skivbolaget Epic gruppens första trummis Jim Masdea. Hashian spelar på gruppens två första studioalbum Boston och Don't Look Back. Han var även involverad i de tidiga inspelningarna av gruppens tredje album Third Stage, men fick sparken innan albumet gavs ut. Däremellan hade han hunnit spela trummor på Boston-gitarristen Barry Goudreaus självbetitlade soloalbum 1980. Därefter spelade han i lokala grupper och projekt, ibland med forna medlemmar ur Boston.
Sib Hashian avled till följd av en hjärtattack 2017 under en kryssning där han var en del av musikunderhållningen.